# جون ويلسون (لاعب كريكت)
جون ويلسون (بالإنجليزية: John Wilson)‏ (27 نوفمبر 1868 في أستراليا - 24 يوليو 1906 في أستراليا) هو لاعب كريكت أسترالي. لعب مع فريق تسمانيا للكريكت.

## وصلات خارجية
- جون ويلسون (لاعب كريكت) على موقع إي آس بي آن كريك إنفو (الإنجليزية)